# Gymnomyza
Gymnomyza là một chi chim trong họ Meliphagidae.